# Àrees metropolitanes de la Unió Europea

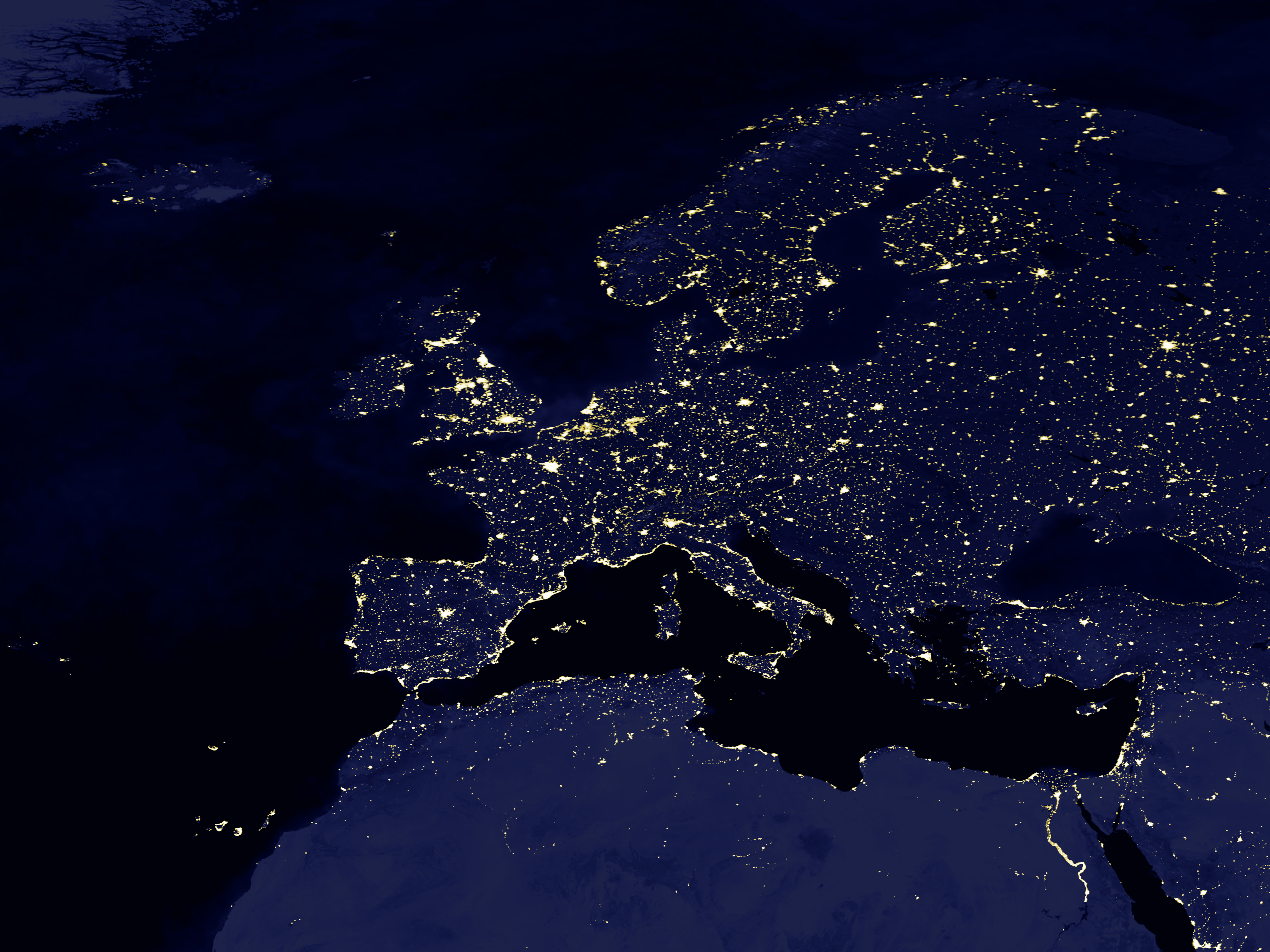
Imatge de satèl·lit d'Europa de nit. La llum de les principals zones metropolitanes i ciutats és clarament visible.

S'hi recull una taula amb les àrees metropolitanes més grans de la Unió Europea, d'acord amb cinc fonts estadístiques diferents. La llista inclou les àrees metropolitanes que tenen una població de més d'un milió d'habitants.
La llista inclou les àrees metropolitanes d'acord només amb els estudis d'ESPON, Eurostat, Nacions Unides, OCDE i CityPopulation Studies. Per aquesta raó, algunes àrees metropolitanes, com l'àrea metropolitana de Gènova (amb una població de més d'1.510.000 habitants des del 2012 segons l'Informe Oficial de CityRailway), no estan incloses en aquest llistat, amb dades d'altres instituts d'enquestes estadístiques.
Les xifres en la primera columna provenen del projecte ESPON (Study on Urban Functions, estudi sobre les funcions urbanes), que defineix les ciutats d'acord amb el concepte d'una zona urbana funcional (nucli de la zona urbana definit morfològicament sobre la base de la densitat de població, a més de la mà d'obra que l'envolta definit segons els desplaçaments). Les xifres de la segona columna provenen d'Auditoria Urbana d'Eurostat i es corresponen amb Larger Urban Zones (Grans Zones Urbanes). Les xifres de la tercera columna provenen de Perspectives d'Urbanització Mundial de les Nacions Unides i es corresponen amb les zones urbanes. Les xifres de la quarta columna provenen dels Estudis Territorials de l'OCDE i corresponen a les "regions metropolitanes". Les xifres de la darrera columna provenen de la pàgina web citypopulation.de i corresponen a les aglomeracions urbanes. Per a més informació sobre com es defineixen les àrees es poden trobar els documents originals. Aquestes xifres han de considerar-se com una interpretació, no com un fet concloent.

## Àrees metropolitanes
|     |     |     |     |     | Nom de l'àrea metropolitana                | Estat              | ESPON 1.4.3                              | Urban Audit                              | UN WUP                                   | OCDE                                     | Citypopulation.de                        | Altres fonts          |
| --- | --- | --- | --- | --- | ------------------------------------------ | ------------------ | ---------------------------------------- | ---------------------------------------- | ---------------------------------------- | ---------------------------------------- | ---------------------------------------- | --------------------- |
| 01  | 01  | 04  |     | 03  | Àrea Metropolitana de Londres              | Regne Unit         | 13.709.000                               | 12.317.800                               | 8.631.000                                | 7.400.000                                | 12.500.000                               | 7.278.251 7.240.000   |
| 02  | 02  | 03  |     | 04  | Àrea Metropolitana de París                | França             | 11.175.000                               | 11.532.409                               | 10.485.000                               | 11.200.000                               | 10.500.000                               | 12.089.098 11.638.000 |
| s/d | 03  | 02  |     | 02  | Istanbul                                   | Turquia            | &-1-1-1-1-1-1-1-1-1-1-1-1-1-1-1-1.000000 | 11.044.642                               | 10.525.000                               | 11.400.000                               | 13.000.000                               | 13.854.740            |
| s/d | s/d | 01  | s/d | 01  | Àrea Metropolitana de Moscou               | Rússia             | &-1-1-1-1-1-1-1-1-1-1-1-1-1-1-1-1.000000 | &-1-1-1-1-1-1-1-1-1-1-1-1-1-1-1-1.000000 | 10.550.000                               | &-1-1-1-1-1-1-1-1-1-1-1-1-1-1-1-1.000000 | 14.800.000                               |                       |
| 03  | 05  | s/l |     | 07  | Regió del Ruhr (Essen – Bochum – Dortmund) | Alemanya           | 5.376.000                                | 5.203.100                                | &-1-1-1-1-1-1-1-1-1-1-1-1-1-1-1-1.000000 | 13.400.000                               | 4.650.000                                | 5.036.000 5.317.565   |
| 04  | 04  | 05  |     | 05  | Àrea Metropolitana de Madrid               | Espanya            | 5.263.000                                | 6.271.638                                | 5.851.000                                | 5.600.000                                | 5.400.000                                | 6.194.640 4.072.000   |
| s/d | s/d | 07  | s/d | 06  | Sant Petersburg                            | Rússia             | &-1-1-1-1-1-1-1-1-1-1-1-1-1-1-1-1.000000 | &-1-1-1-1-1-1-1-1-1-1-1-1-1-1-1-1.000000 | 4.575.000                                | &-1-1-1-1-1-1-1-1-1-1-1-1-1-1-1-1.000000 | 4.775.000                                |                       |
| 05  | 11  | 11  |     | 08  | Àrea Metropolitana de Milà                 | Itàlia             | 4.136.000                                | 3.076.643                                | 3.115.392                                | 7.400.000                                | 4.575.000                                |                       |
| 06  | 07  | 06  |     | 09  | Àrea Metropolitana de Barcelona            | Catalunya          | 4.082.000                                | 4.440.629                                | 5.083.000                                | 4.900.000                                | 4.500.000                                | 5.226.944             |
| 07  | 06  | 08  |     | 10  | Àrea Metropolitana de Berlín               | Alemanya           | 4.016.000                                | 5.025.272                                | 3.450.000                                | 6.000.000                                | 4.325.000                                | 3.337.000             |
| 08  | 08  | 10  |     | 12  | Atenes                                     | Grècia             | 3.761.000                                | 4.013.368                                | 3.257.000                                | 3.900.000                                | 3.775.000                                | 3.103.000             |
| 09  | 20  | 14  |     | 17  | West Midlands (Birmingham)                 | Regne Unit         | 3.683.000                                | 2.401.900                                | 2.302.000                                | 2.600.000                                | 2.650.000                                |                       |
| 10  | 09  | 09  |     | 13  | Àrea Metropolitana de Roma                 | Itàlia             | 3.190.000                                | 3.695.148                                | 3.362.000                                | 3.700.000                                | 3.300.000                                |                       |
| 11  | 35  | s/l |     |     | Rhein-Nord (Düsseldorf-Neuss)              | Alemanya           | 3.073.000                                | 1.527.018                                | &-1-1-1-1-1-1-1-1-1-1-1-1-1-1-1-1.000000 | 13.400.000                               | 1.220.000                                |                       |
| 12  | 27  | 54  |     |     | Rhein-Süd (regió Colònia-Bonn)             | Alemanya           | 3.070.000                                | 1.898.438                                | 1.001.000                                | 13.400.000                               | 1.900.000                                |                       |
| 13  | 13  | s/l | s/d |     | Àrea urbana de Silèsia Superior (Katowice) | Polònia            | 3.029.000                                | 2.710.397                                | &-1-1-1-1-1-1-1-1-1-1-1-1-1-1-1-1.000000 | &-1-1-1-1-1-1-1-1-1-1-1-1-1-1-1-1.000000 | 2.450.000                                |                       |
| 14  | 10  | 21  |     | 19  | Àrea Metropolitana d'Hamburg               | Alemanya           | 2.983.000                                | 3.187.338                                | 1.786.000                                | 4.600.000                                | 2.625.000                                | 3.134.620             |
| 15  | 23  | 15  |     | 11  | Àrea Metropolitana de Nàpols               | Itàlia             | 2.905.000                                | 2.239.330                                | 2.276.000                                | 3.100.000                                | 4.150.000                                | 3.012.000             |
| s/d | s/d | 13  | s/d | 14  | Àrea Metropolitana de Kíev                 | Ucraïna            | &-1-1-1-1-1-1-1-1-1-1-1-1-1-1-1-1.000000 | &-1-1-1-1-1-1-1-1-1-1-1-1-1-1-1-1.000000 | 2.805.000                                | &-1-1-1-1-1-1-1-1-1-1-1-1-1-1-1-1.000000 | 3.225.000                                |                       |
| 16  | 12  | 22  |     |     | Àrea Metropolitana de Varsòvia             | Polònia            | 2.785.000                                | 2.726.829                                | 1.712.000                                | 3.000.000                                | 2.225.000                                |                       |
| 17  | 17  | s/l |     |     | Regió del Rin-Meno/Frankfurt               | Alemanya           | 2.764.000                                | 2.531.970                                | &-1-1-1-1-1-1-1-1-1-1-1-1-1-1-1-1.000000 | 5.600.000                                | 1.940.000                                |                       |
| 18  | 15  | 32  |     |     | Múnic                                      | Alemanya           | 2.665.000                                | 2.644.807                                | 1.349.000                                | 6.100.000                                | 2.025.000                                |                       |
| 19  | 28  | 19  |     |     | Brussel·les                                | Bèlgica            | 2.639.000                                | 1.885.319                                | 1.904.000                                | 3.800.000                                | 1.910.000                                |                       |
| 20  | 19  | 12  |     | 20  | Àrea Metropolitana de Lisboa               | Portugal           | 2.591.000                                | 2.467.484                                | 2.824.000                                | 2.700.000                                | 2.575.000                                |                       |
| 21  | 22  | 24  |     |     | Viena                                      | Àustria            | 2.584.000                                | 2.285.988                                | 1.706.000                                | 2.200.000                                | 2.025.000                                |                       |
| 22  | 16  | 16  |     | 18  | Gran Manchester                            | Regne Unit         | 2.556.000                                | 2.580.000                                | 2.253.000                                | 2.500.000                                | 2.625.000                                |                       |
| 23  | 18  | 23  |     |     | Àrea Metropolitana de Budapest             | Hongria            | 2.523.000                                | 2.475.737                                | 1.706.000                                | 2.800.000                                | 2.525.000                                |                       |
| 24  | 36  | 46  |     |     | Àrea Metropolitana d'Amsterdam             | Països Baixos      | 2.497.000                                | 1.443.258                                | 1.049.000                                | 7.500.000                                | 1.970.000                                |                       |
| 25  | 21  | 27  |     |     | West Yorkshire (Bradford i Leeds)          | Regne Unit         | 2.302.000                                | 2.393.300                                | 1.547.000                                | 2.100.000                                | 2.250.000                                |                       |
| 26  | 14  | s/l |     |     | Àrea Metropolitana de Stuttgart            | Alemanya           | 2.289.000                                | 2.674.527                                | &-1-1-1-1-1-1-1-1-1-1-1-1-1-1-1-1.000000 | 2.700.000                                | 1.980.000                                |                       |
| 27  | 37  | 64  | s/d |     | Liverpool                                  | Regne Unit         | 2.241.000                                | 1.350.200                                | 819.000                                  | &-1-1-1-1-1-1-1-1-1-1-1-1-1-1-1-1.000000 | 1.350.000                                |                       |
| 28  | 26  | 33  |     |     | àrea metropolitana d'Estocolm              | Suècia             | 2.171.000                                | 1.981.263                                | 1.285.000                                | 2.200.000                                | 2.075.000                                |                       |
| 29  | 24  | 18  | s/d |     | Àrea Metropolitana de Bucarest             | Romania            | 2.064.000                                | 2.176.117                                | 1.934.000                                | &-1-1-1-1-1-1-1-1-1-1-1-1-1-1-1-1.000000 | 2.075.000                                |                       |
| s/d | s/d | 17  | s/d |     | Bakú                                       | Azerbaidjan        | &-1-1-1-1-1-1-1-1-1-1-1-1-1-1-1-1.000000 | &-1-1-1-1-1-1-1-1-1-1-1-1-1-1-1-1.000000 | 1.972.000                                | &-1-1-1-1-1-1-1-1-1-1-1-1-1-1-1-1.000000 | 1.940.000                                |                       |
| 30  | 46  | 50  |     | 16  | Rotterdam                                  | Països Baixos      | 1.904.000                                | 1.186.818                                | 1.010.000                                | 7.500.000                                | 2.900.000                                |                       |
| 31  | 29  | 37  |     |     | Àrea Metropolitana de Copenhaguen          | Dinamarca          | 1.881.000                                | 1.822.569                                | 1.186.000                                | 2.400.000                                | 1.420.000                                |                       |
| s/d | s/d | 20  | s/d |     | Minsk                                      | Belarús            | &-1-1-1-1-1-1-1-1-1-1-1-1-1-1-1-1.000000 | &-1-1-1-1-1-1-1-1-1-1-1-1-1-1-1-1.000000 | 1.852.000                                | &-1-1-1-1-1-1-1-1-1-1-1-1-1-1-1-1.000000 | 1.860.000                                |                       |
| 32  | 32  | 29  |     |     | Lió                                        | França             | 1.669.000                                | 1.748.271                                | 1.468.000                                | 1.600.000                                | 1.470.000                                |                       |
| s/d | s/d | 26  | s/d |     | Belgrad                                    | Sèrbia             | &-1-1-1-1-1-1-1-1-1-1-1-1-1-1-1-1.000000 | &-1-1-1-1-1-1-1-1-1-1-1-1-1-1-1-1.000000 | 1.617.000                                | &-1-1-1-1-1-1-1-1-1-1-1-1-1-1-1-1.000000 | 1.750.000                                |                       |
| 33  | 25  | 39  |     |     | Praga                                      | Txèquia            | 1.669.000                                | 2.099.282                                | 1.162.000                                | 2.300.000                                | 1.390.000                                |                       |
| 34  | 48  | 40  |     |     | Àrea Metropolitana de Zuric                | Suïssa             | 1.615.000                                | 1.160.687                                | 1.150.000                                | 2.500.000                                | 1.180.000                                |                       |
| 35  | 30  | 25  |     |     | Àrea Metropolitana de Torí                 | Itàlia             | 1.601.000                                | 1.773.747                                | 1.665.000                                | 2.200.000                                | 1.690.000                                |                       |
| 36  | 52  | 60  | s/d |     | Newcastle-Sunderland                       | Regne Unit         | 1.599.000                                | 1.067.400                                | 891.000                                  | &-1-1-1-1-1-1-1-1-1-1-1-1-1-1-1-1.000000 | 1.110.000                                |                       |
| 37  | 39  | s/l | s/d |     | South Yorkshire (Sheffield)                | Regne Unit         | 1.569.000                                | 1.308.600                                | &-1-1-1-1-1-1-1-1-1-1-1-1-1-1-1-1.000000 | &-1-1-1-1-1-1-1-1-1-1-1-1-1-1-1-1.000000 | 1.330.000                                |                       |
| 38  | 60  | s/l | s/d | s/d | Portsmouth-Southampton                     | Regne Unit         | 1.547.000                                | 506.800                                  | &-1-1-1-1-1-1-1-1-1-1-1-1-1-1-1-1.000000 | &-1-1-1-1-1-1-1-1-1-1-1-1-1-1-1-1.000000 | &-1-1-1-1-1-1-1-1-1-1-1-1-1-1-1-1.000000 |                       |
| 39  | 58  | s/l | s/d | s/l | Nottingham-Derby                           | Regne Unit         | 1.534.000                                | 856.900                                  | &-1-1-1-1-1-1-1-1-1-1-1-1-1-1-1-1.000000 | &-1-1-1-1-1-1-1-1-1-1-1-1-1-1-1-1.000000 | &-1-1-1-1-1-1-1-1-1-1-1-1-1-1-1-1.000000 |                       |
| 40  | s/d | 28  | s/d |     | Marsella                                   | França             | 1.530.000                                | &-1-1-1-1-1-1-1-1-1-1-1-1-1-1-1-1.000000 | 1.469.000                                | &-1-1-1-1-1-1-1-1-1-1-1-1-1-1-1-1.000000 | 1.470.000                                |                       |
| 41  | 34  | 34  |     |     | Àrea Metropolitana de Dublín               | Irlanda            | 1.477.000                                | 1.534.426                                | 1.274.000                                | 1.800.000                                | 1.100.000                                |                       |
| s/d | s/d | 30  | s/d |     | Khàrkiv                                    | Ucraïna            | &-1-1-1-1-1-1-1-1-1-1-1-1-1-1-1-1.000000 | &-1-1-1-1-1-1-1-1-1-1-1-1-1-1-1-1.000000 | 1.453.000                                | &-1-1-1-1-1-1-1-1-1-1-1-1-1-1-1-1.000000 | 1.590.000                                |                       |
| 42  | 41  | s/l | s/d |     | Nuremberg                                  | Alemanya           | 1.443.000                                | 1.299.016                                | &-1-1-1-1-1-1-1-1-1-1-1-1-1-1-1-1.000000 | &-1-1-1-1-1-1-1-1-1-1-1-1-1-1-1-1.000000 | 1.060.000                                |                       |
| 43  | 56  | 58  | s/d | s/l | Amberes                                    | Bèlgica            | 1.406.000                                | 938.904                                  | 965.000                                  | &-1-1-1-1-1-1-1-1-1-1-1-1-1-1-1-1.000000 | &-1-1-1-1-1-1-1-1-1-1-1-1-1-1-1-1.000000 |                       |
| 44  | 55  | s/l |     | 15  | La Haia                                    | Països Baixos      | 1.404.000                                | 978.161                                  | &-1-1-1-1-1-1-1-1-1-1-1-1-1-1-1-1.000000 | 7.500.000                                | 2.900.000                                |                       |
| 45  | 33  | 65  |     |     | Àrea Metropolitana de València             | País Valencià      | 1.398.000                                | 1.670.682                                | 814.000                                  | 2.300.000                                | 1.780.000                                |                       |
| 46  | 31  | 38  | s/d |     | Gran Glasgow                               | Regne Unit         | 1.395.000                                | 1.755.300                                | 1.170.000                                | &-1-1-1-1-1-1-1-1-1-1-1-1-1-1-1-1.000000 | 1.430.000                                |                       |
| 47  | 45  | 48  |     |     | Lille-Kortrijk-Tournai                     | França/ · Bèlgica  | 1.379.000                                | 1.223.173                                | 1.033.000                                | 2.600.000                                | 1.240.000                                |                       |
| 48  | 42  | 44  |     |     | Àrea Metropolitana de Hèlsinki             | Finlàndia          | 1.285.000                                | 1.279.685                                | 1.115.000                                | 1.800.000                                | 1.120.000                                |                       |
| s/d | s/d | 35  | s/d |     | Nijni Nóvgorod                             | Rússia             | &-1-1-1-1-1-1-1-1-1-1-1-1-1-1-1-1.000000 | &-1-1-1-1-1-1-1-1-1-1-1-1-1-1-1-1.000000 | 1.267.000                                | &-1-1-1-1-1-1-1-1-1-1-1-1-1-1-1-1.000000 | 1.760.000                                |                       |
| 49  | 50  | 31  | s/d |     | Gran Àrea Metropolitana de Porto           | Portugal           | 1.245.000                                | 1.109.990                                | 1.355.000                                | &-1-1-1-1-1-1-1-1-1-1-1-1-1-1-1-1.000000 | 1.240.000                                |                       |
| 50  | 43  | 66  |     | s/l | Àrea Metropolitana de Cracòvia             | Polònia            | 1.236.000                                | 1.276.438                                | 756.000                                  | 2.100.000                                | &-1-1-1-1-1-1-1-1-1-1-1-1-1-1-1-1.000000 |                       |
| 51  | 53  | s/l | s/d | s/l | Riga                                       | Letònia            | 1.195.000                                | 1.003.949                                | &-1-1-1-1-1-1-1-1-1-1-1-1-1-1-1-1.000000 | &-1-1-1-1-1-1-1-1-1-1-1-1-1-1-1-1.000000 | &-1-1-1-1-1-1-1-1-1-1-1-1-1-1-1-1.000000 |                       |
| 52  | 40  | s/l | s/d |     | Sevilla                                    | Espanya            | 1.180.000                                | 1.307.097                                | &-1-1-1-1-1-1-1-1-1-1-1-1-1-1-1-1.000000 | &-1-1-1-1-1-1-1-1-1-1-1-1-1-1-1-1.000000 | 1.340.000                                |                       |
| 53  | 38  | 36  | s/d |     | Sofia                                      | Bulgària           | 1.174.000                                | 1.334.782                                | 1.196.000                                | &-1-1-1-1-1-1-1-1-1-1-1-1-1-1-1-1.000000 | 1.260.000                                |                       |
| 54  | 49  | s/l | s/d | s/l | Łódź                                       | Polònia            | 1.165.000                                | 1.139.405                                | &-1-1-1-1-1-1-1-1-1-1-1-1-1-1-1-1.000000 | &-1-1-1-1-1-1-1-1-1-1-1-1-1-1-1-1.000000 | &-1-1-1-1-1-1-1-1-1-1-1-1-1-1-1-1.000000 |                       |
| s/d | s/d | 41  | s/d |     | Kazan                                      | Rússia             | &-1-1-1-1-1-1-1-1-1-1-1-1-1-1-1-1.000000 | &-1-1-1-1-1-1-1-1-1-1-1-1-1-1-1-1.000000 | 1.140.000                                | &-1-1-1-1-1-1-1-1-1-1-1-1-1-1-1-1.000000 | 1.140.000                                |                       |
| s/d | s/d | 42  | s/d |     | Samara                                     | Rússia             | &-1-1-1-1-1-1-1-1-1-1-1-1-1-1-1-1.000000 | &-1-1-1-1-1-1-1-1-1-1-1-1-1-1-1-1.000000 | 1.131.000                                | &-1-1-1-1-1-1-1-1-1-1-1-1-1-1-1-1.000000 | 1.270.000                                |                       |
| s/d | s/d | 43  | s/d |     | Tbilisi                                    | Geòrgia            | &-1-1-1-1-1-1-1-1-1-1-1-1-1-1-1-1.000000 | &-1-1-1-1-1-1-1-1-1-1-1-1-1-1-1-1.000000 | 1.120.000                                | &-1-1-1-1-1-1-1-1-1-1-1-1-1-1-1-1.000000 | 1.220.000                                |                       |
| s/d | s/d | 45  | s/d |     | Erevan                                     | Armènia            | &-1-1-1-1-1-1-1-1-1-1-1-1-1-1-1-1.000000 | &-1-1-1-1-1-1-1-1-1-1-1-1-1-1-1-1.000000 | 1.112.000                                | &-1-1-1-1-1-1-1-1-1-1-1-1-1-1-1-1.000000 | 1.230.000                                |                       |
| s/d | s/d | 52  | s/d |     | Odessa                                     | Ucraïna            | &-1-1-1-1-1-1-1-1-1-1-1-1-1-1-1-1.000000 | &-1-1-1-1-1-1-1-1-1-1-1-1-1-1-1-1.000000 | 1.009.000                                | &-1-1-1-1-1-1-1-1-1-1-1-1-1-1-1-1.000000 | 1.070.000                                |                       |
| 55  | s/d | s/l | s/d | s/l | Zagreb                                     | Croàcia            | 1.107.115                                | &-1-1-1-1-1-1-1-1-1-1-1-1-1-1-1-1.000000 | &-1-1-1-1-1-1-1-1-1-1-1-1-1-1-1-1.000000 | &-1-1-1-1-1-1-1-1-1-1-1-1-1-1-1-1.000000 | &-1-1-1-1-1-1-1-1-1-1-1-1-1-1-1-1.000000 |                       |
| 56  | 59  | s/l | s/d | s/l | Saarbrücken - Forbach                      | Alemanya/ · França | 1.102.000                                | 832.617                                  | &-1-1-1-1-1-1-1-1-1-1-1-1-1-1-1-1.000000 | &-1-1-1-1-1-1-1-1-1-1-1-1-1-1-1-1.000000 | &-1-1-1-1-1-1-1-1-1-1-1-1-1-1-1-1.000000 |                       |
| 57  | 57  | s/l | s/d | s/l | Cardiff i valls de Gal·les del Sud         | Regne Unit         | 1.097.000                                | 861.400                                  | &-1-1-1-1-1-1-1-1-1-1-1-1-1-1-1-1.000000 | &-1-1-1-1-1-1-1-1-1-1-1-1-1-1-1-1.000000 | &-1-1-1-1-1-1-1-1-1-1-1-1-1-1-1-1.000000 |                       |
| 58  | s/d | 59  | s/d | s/l | Niça                                       | França             | 1.082.000                                | &-1-1-1-1-1-1-1-1-1-1-1-1-1-1-1-1.000000 | 941.000                                  | &-1-1-1-1-1-1-1-1-1-1-1-1-1-1-1-1.000000 | &-1-1-1-1-1-1-1-1-1-1-1-1-1-1-1-1.000000 |                       |
| 59  | 44  | s/l | s/d | s/l | Bremen                                     | Alemanya           | 1.077.000                                | 1.247.139                                | &-1-1-1-1-1-1-1-1-1-1-1-1-1-1-1-1.000000 | &-1-1-1-1-1-1-1-1-1-1-1-1-1-1-1-1.000000 | &-1-1-1-1-1-1-1-1-1-1-1-1-1-1-1-1.000000 |                       |
| 60  | 54  | 62  | s/d | s/l | Àrea Metropolitana de Tessalònica          | Grècia             | 1.052.000                                | 995.766                                  | 837.000                                  | &-1-1-1-1-1-1-1-1-1-1-1-1-1-1-1-1.000000 | &-1-1-1-1-1-1-1-1-1-1-1-1-1-1-1-1.000000 |                       |
| s/d | s/d | 47  | s/d |     | Rostov del Don                             | Rússia             | &-1-1-1-1-1-1-1-1-1-1-1-1-1-1-1-1.000000 | &-1-1-1-1-1-1-1-1-1-1-1-1-1-1-1-1.000000 | 1.046.000                                | &-1-1-1-1-1-1-1-1-1-1-1-1-1-1-1-1.000000 | 1.190.000                                |                       |
| 61  | 51  | s/l | s/d | s/l | Gran Bristol                               | Regne Unit         | 1.041.000                                | 1.071.000                                | &-1-1-1-1-1-1-1-1-1-1-1-1-1-1-1-1.000000 | &-1-1-1-1-1-1-1-1-1-1-1-1-1-1-1-1.000000 | &-1-1-1-1-1-1-1-1-1-1-1-1-1-1-1-1.000000 |                       |
| s/d | s/d | 49  | s/d |     | Ufà                                        | Rússia             | &-1-1-1-1-1-1-1-1-1-1-1-1-1-1-1-1.000000 | &-1-1-1-1-1-1-1-1-1-1-1-1-1-1-1-1.000000 | 1.023.000                                | &-1-1-1-1-1-1-1-1-1-1-1-1-1-1-1-1.000000 | 1.040.000                                |                       |
| s/d | s/d | 53  | s/d |     | Dniprò                                     | Ucraïna            | &-1-1-1-1-1-1-1-1-1-1-1-1-1-1-1-1.000000 | &-1-1-1-1-1-1-1-1-1-1-1-1-1-1-1-1.000000 | 1.004.000                                | &-1-1-1-1-1-1-1-1-1-1-1-1-1-1-1-1.000000 | 1.360.000                                |                       |
| 62  | 47  | 61  |     | s/l | Gran Oslo                                  | Noruega            | 1.037.000                                | 1.162.255                                | 888.000                                  | 1.700.000                                | &-1-1-1-1-1-1-1-1-1-1-1-1-1-1-1-1.000000 |                       |
| s/d | s/d | 55  | s/d |     | Perm                                       | Rússia             | &-1-1-1-1-1-1-1-1-1-1-1-1-1-1-1-1.000000 | &-1-1-1-1-1-1-1-1-1-1-1-1-1-1-1-1.000000 | 982.000                                  | &-1-1-1-1-1-1-1-1-1-1-1-1-1-1-1-1.000000 | 1.040.000                                |                       |
| s/d | s/d | 57  | s/d |     | Donetsk                                    | Ucraïna            | &-1-1-1-1-1-1-1-1-1-1-1-1-1-1-1-1.000000 | &-1-1-1-1-1-1-1-1-1-1-1-1-1-1-1-1.000000 | 966.000                                  | &-1-1-1-1-1-1-1-1-1-1-1-1-1-1-1-1.000000 | 1.450.000                                |                       |
| s/d | s/d | 56  | s/d |     | Volgograd                                  | Rússia             | &-1-1-1-1-1-1-1-1-1-1-1-1-1-1-1-1.000000 | &-1-1-1-1-1-1-1-1-1-1-1-1-1-1-1-1.000000 | 977.000                                  | &-1-1-1-1-1-1-1-1-1-1-1-1-1-1-1-1.000000 | 1.360.000                                |                       |
| s/d | s/d | 63  | s/d |     | Saràtov                                    | Rússia             | &-1-1-1-1-1-1-1-1-1-1-1-1-1-1-1-1.000000 | &-1-1-1-1-1-1-1-1-1-1-1-1-1-1-1-1.000000 | 822.000                                  | &-1-1-1-1-1-1-1-1-1-1-1-1-1-1-1-1.000000 | 1.070.000                                |                       |